# The Man from Toronto
Pour plus de détails, voir Fiche technique et Distribution.
The Man from Toronto est un film américain réalisé par Patrick Hughes et sorti en 2022 sur Netflix.

## Synopsis
Teddy Jackson est un loser vivant à Yorktown en Virginie. Alors qu'il vient de se faire renvoyer de son emploi, il cherche à épater sa compagne Lori en l'emmenant en week-end. Il va alors échanger par erreur son identité avec un redoutable tueur surnommé The Man from Toronto, à cause d'un logement Airbnb à Onancock. Les deux hommes, évidemment très différents, ne vont pas gérer de la même façon les tueurs aux trousses de « l'homme de Toronto ».

## Fiche technique
Sauf indication contraire, les informations mentionnées dans cette section peuvent être confirmées par la base de données cinématographiques IMDb,  présente dans la section « Liens externes ».
- Titre original : The Man from Toronto
- Réalisation : Patrick Hughes
- Scénario : Robbie Fox et Chris Bremner, d'après une histoire de Robbie Fox et Jason Blumenthal
- Direction artistique : Beat Frutiger
- Décors : Naomi Shohan
- Costumes : Virginia Johnson
- Photographie : Rob Hardy
- Montage : Craig Alpert
- Musique : Ramin Djawadi
- Production : Todd Black, Jason Blumenthal et Steve Tisch

Coproductrice : Haley Sweet
Producteurs délégués : Bill Bannerman, Jason Cloth et Aaron L. Gilbert
- Sociétés de production : BRON Studios, Escape Artists et Sony Pictures Entertainment
- Société de distribution : Netflix
- Budget : n/a
- Pays d'origine :  États-Unis
- Langue originale : anglais
- Format : couleur
- Genre : comédie d'action
- Durée : 112 minutes
- Date de sortie : 24 juin 2022 sur Netflix[2]

## Distribution
- Kevin Hart (VF : Jean-Baptiste Anoumon) : Teddy Jackson
- Woody Harrelson (VF : Jérôme Pauwels) : « the Man from Toronto »
- Kaley Cuoco (VF : Laura Préjean) : Anne
- Pierson Fodé : « the Man from Miami »
- Jasmine Mathews (VF : Déborah Claude) : Lori Jackson
- Ellen Barkin (VF : Frédérique Tirmont) : Handler
- Lela Loren : Daniela Marin
- Jencarlos Canela (VF : Emmanuel Garijo) : l'agent Santoro
- Tomohisa Yamashita : « the Man from Tokyo »
- Ronnie Rowe (VF : Baptiste Marc) : l'agent Davis
- Kate Drummond (VF : Marie Chevalot) : l'agent Lawrence

## Production

### Genèse et développement
En janvier 2020, l'Australien Patrick Hughes est annoncé comme réalisateur d'un film écrit par Robbie Fox, intitulé The Man from Toronto et produit par Jason Blumenthal, Todd Black, Bill Bannerman et Steve Tisch (via Escape Artists) et distribué par Sony Pictures.
Peu après, Jason Statham et Kevin Hart sont annoncés dans les rôles principaux. Toutefois, en mars 2020, Jason Statham quitte brusquement le film, six semaines avant le début du tournage, en désaccord avec les producteurs à propos du ton du film et de la classification visée. Woody Harrelson est engagé peu après pour le remplacer,. Kaley Cuoco rejoint le film en avril 2020, suivie par Pierson Fodé le mois suivant. Jasmine Mathews, Ellen Barkin, Lela Loren ou encore Tomohisa Yamashita rejoignent le film en octobre,,.

### Tournage

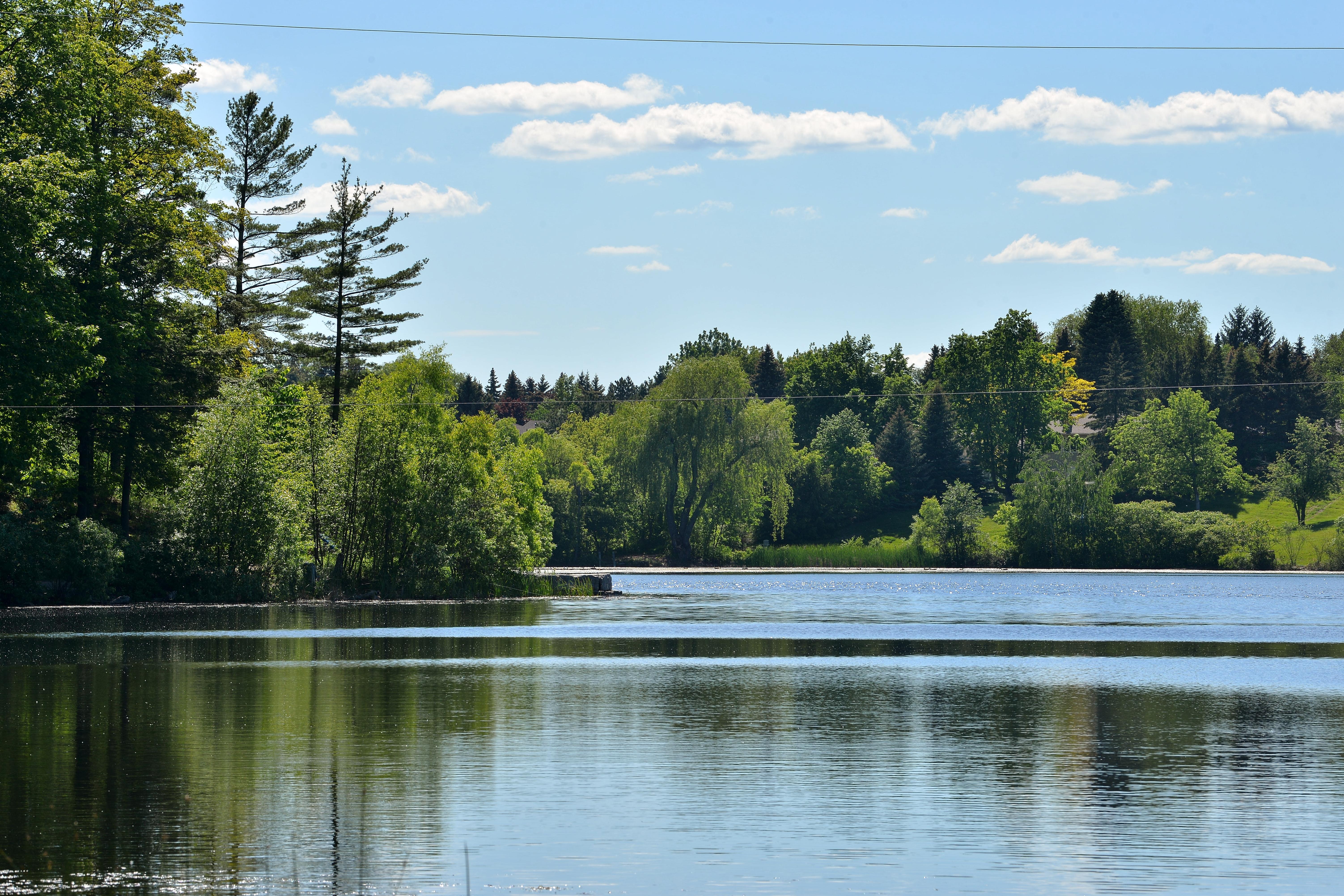
L'équipe a notamment tourné à Heart Lake à Brampton (Ontario)

Le tournage devait initialement débuter en avril 2020 à Atlanta. Cependant, la production est annulée en mars 2020 en raison de la pandémie de Covid-19. Les prises de vues débutent finalement le 12 octobre 2020 à Toronto,. Le tournage a lieu dans d'autres villes l'Ontario : Milton, Brampton ou encore Hamilton (notamment aéroport international John C. Munro). Il s'achève le 15 décembre 2020.

## Sortie et accueil

### Date de sortie
Le film devait initialement sortir aux États-Unis le 20 novembre 2020. Cependant, le tournage prend du retard en raison de la pandémie de Covid-19 et, en avril 2020, la sortie américaine est repoussée au 17 septembre 2021. En mars 2021, le film est retiré du calendrier des sorties. Un mois plus tard, la sortie américaine est cette fois fixée au 14 janvier 2022. Netflix signe ensuite un accord avec Sony pour distribuer en exclusivité certains films futurs du studio peu de temps après leur sortie au cinéma. En France, Sony distribue également le film, prévue pour le 22 janvier 2022.

### Critique
Le film reçoit des critiques globalement négatives dans la presse. Sur l'agrégateur américain Rotten Tomatoes, il récolte 29% d'opinions favorables pour 49 critiques et une note moyenne de 4,2⁄10. Le consensus suivant résume les critiques compilées par le site : « The Man From Toronto a une super prémisse de et une belle paire de stars, mais cette comédie édentée ne correspond pas à ses éléments prometteurs et se termine de façon ni drôle ni passionnante ». Sur Metacritic, il obtient une note moyenne de 34⁄100 pour 17 critiques.